# Parc del Laberint d'Horta
Parc del Laberint d'Horta (katalánská výslovnost: [ˈpaɾɡ dəl ləβəˈɾin ˈdɔɾtə], „Park labyrintu v Horte“, někdy označovaný jako Jardins (Zahrady) del Laberint d'Horta) je historická zahrada ve čtvrti Horta-Guinardó v Barceloně a nejstarší svého druhu ve městě. Nachází se na bývalém panství rodiny Desvalls, u úpatí hřebene Collserola, a zahrnuje neoklasicistní zahradu z 18. století a romantickou zahradu z 19. století. Na nejnižší terase se nachází živý labyrint, který dal parku jméno.

## Historie

Labyrint

Práce na parku začaly v roce 1791, kdy markýz Joan Antoni Desvalls i d'Ardena, majitel pozemku, navrhl neoklasicistní zahradu ve spolupráci s italským architektem Domenicem Baguttim. Výstavbu vedli mistři stavitelé Jaume a Andreu Valls a francouzský zahradník Joseph Delvalet.
V polovině 19. století pověřili markýzovi potomci architekta Eliese Rogenta rozšířením parku. Rogent vytvořil romantickou zahradu s květinovými záhony, altány, vzrostlými stromy a vodopádem. Do zahrady byl také přidán vodní kanál propojující horní a střední terasu.
V roce 1880 byla vedle paláce Desvalls vybudována soukromá zahrada.
Na konci 19. století se panství Desvalls stalo dějištěm společenských a kulturních událostí, včetně divadelních představení pod širým nebem.
V roce 1967 předala rodina Desvalls park městu Barcelona, které ho v roce 1971 zpřístupnilo veřejnosti. V roce 1994 proběhly rozsáhlé restaurátorské práce s finanční podporou Evropské unie.
V současnosti je park veden jako zahradní muzeum, přičemž počet návštěvníků je omezen na maximálně 750 osob najednou, aby bylo možné chránit křehké prostředí a struktury. Starý palác Desvalls od roku 1993 hostí Centre de Formació del Laberint (městský institut zahradnického vzdělávání) a specializovanou knihovnu.

## Prvky parku

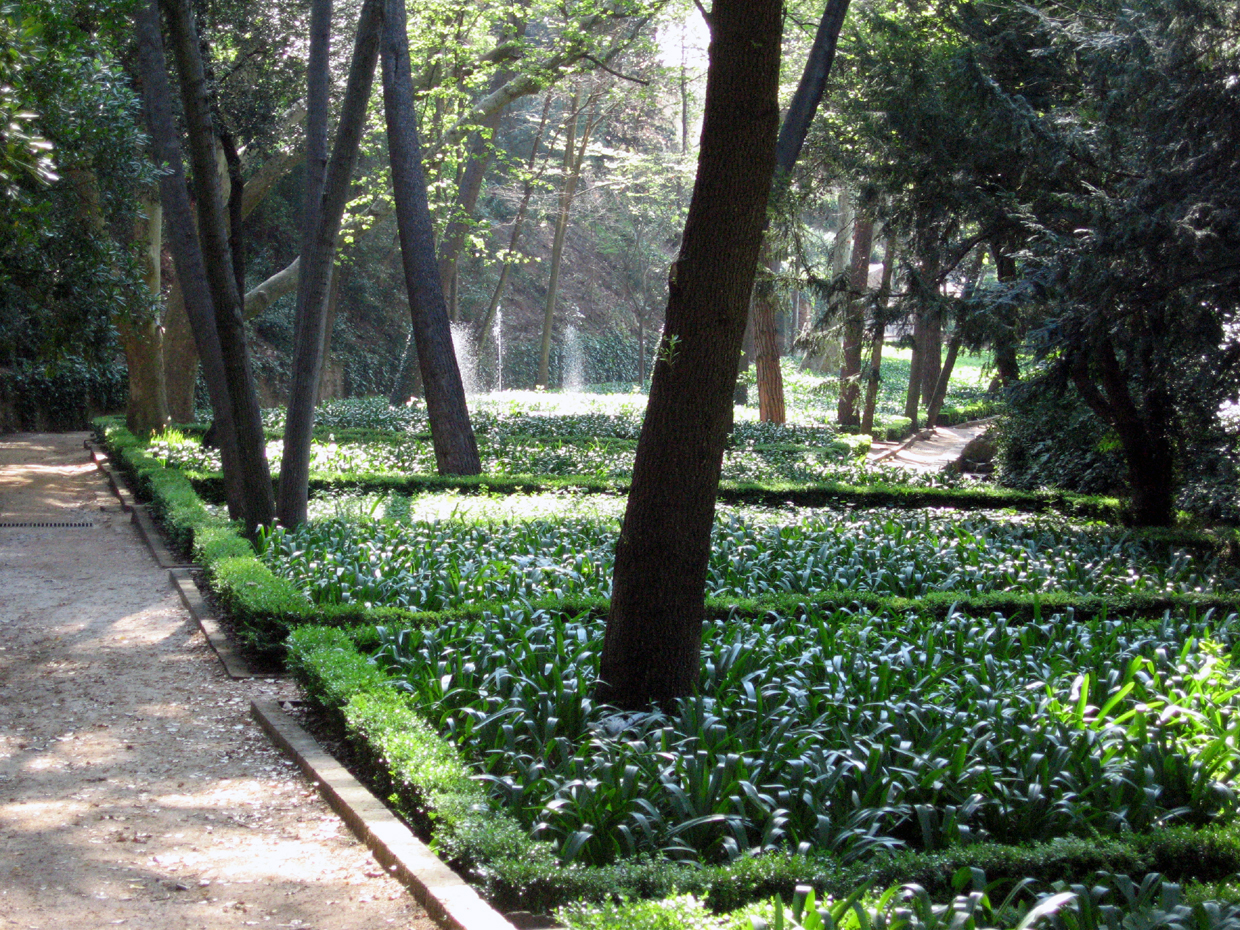
Romantická zahrada v parku Laberint d'Horta

Hned u vchodu do parku stojí bývalý palác rodiny Desvalls s neoorientálními a neogotickými prvky. Součástí komplexu je také Torre Sobirana, starověká středověká strážní věž.
Park má rozlohu 9,1 hektaru a dělí se na dvě části: neoklasicistní zahradu a romantickou zahradu. Po celém areálu se nachází mnoho soch – některé zobrazují motivy řecké mytologie, jiné folklorní postavy – dále pak fontány, prameny a jezírka.
Neoklasicistní zahrada je uspořádána do tří teras:
- Dolní terasa obsahuje živý labyrint, který dal parku jméno – 750 metrů stříhaných cypřišů. U vchodu do labyrintu je mramorový reliéf s výjevem Ariadny a Thésea, uprostřed pak socha boha Érota.
- Střední terasa, umístěná přímo nad labyrintem, obsahuje dva pavilony v italském stylu s toskánskými sloupy a sochami Danaé a Ariadny – repliky římských kruhových chrámů bez vnitřní svatyně. Vedle velkého schodiště vedoucího na třetí úroveň se nachází busta Dionýsa, boha vína a bujarosti.
- Horní (třetí) terasa nese pavilon zasvěcený devíti múzám, korunovaný sochou představující umění a přírodu, u jejíhož podstavce lze číst latinské nápisy: Artis Naturaque Parit Concordia Pulchrum („Harmonie umění a přírody plodí krásu“) a na druhé straně: Ars Concors Foetum Naturae Matris Alumbrat („Harmonické umění dává světlo plodu Matky přírody“). Za pavilonem je velký rybník napájený přírodním pramenem.

Romantická zahrada je tvořena sérií květinových záhonů a malých náměstíček ve stínu vysokých stromů. Na nejsevernějším okraji této části parku se nachází vodopád. Z původního návrhu romantické zahrady se nedochovalo mnoho, ale zdá se, že byla navržena jako odkaz na téma smrti – dokonce zde kdysi byla i replika malého hřbitova, která dnes už neexistuje. Naproti tomu neoklasicistní zahrada se nese ve znamení lásky.
Zahrady obklopuje rozsáhlý středomořský les.

## Různé zajímavosti

Obecná mapa

- V zahradách byly při třech příležitostech uspořádány recepce pro španělské panovníky.
- Pavilony na střední terase si vybral básník Joan Maragall jako kulisy pro klasická dramata.[1] Dne 10. října 1898 zde byla uvedena tragédie Ifigenie na Tauridě od Goetha, v Maragallově překladu a v režii Adrià Guala.
- Park byl použit při natáčení scény filmu Parfém: Příběh vraha režiséra Toma Tykwera.
- V parku se také natáčel hudební videoklip Laberinto en 5 y 4 japonského houslisty TSUMUZI.

## Galerie

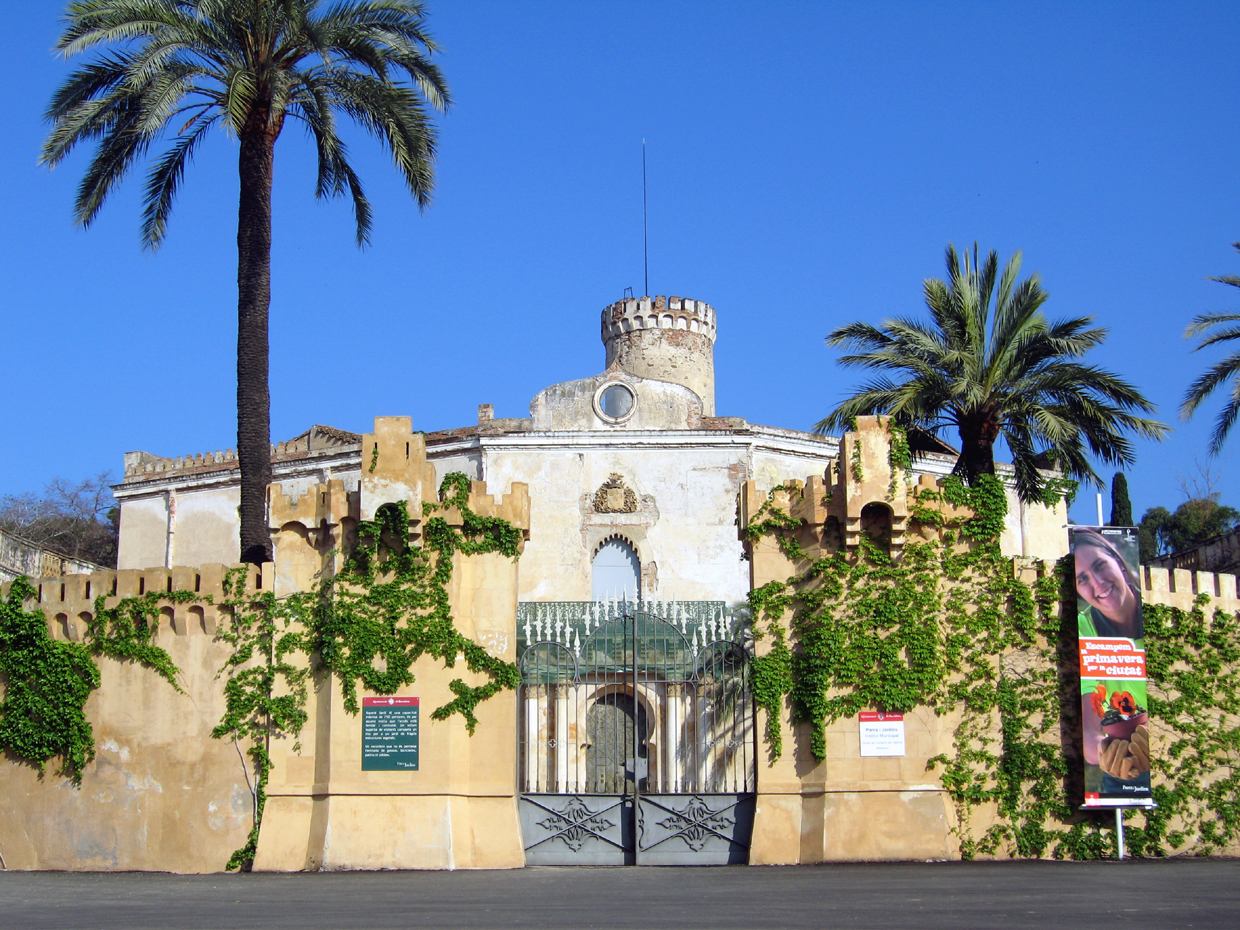
Palác Desvalls
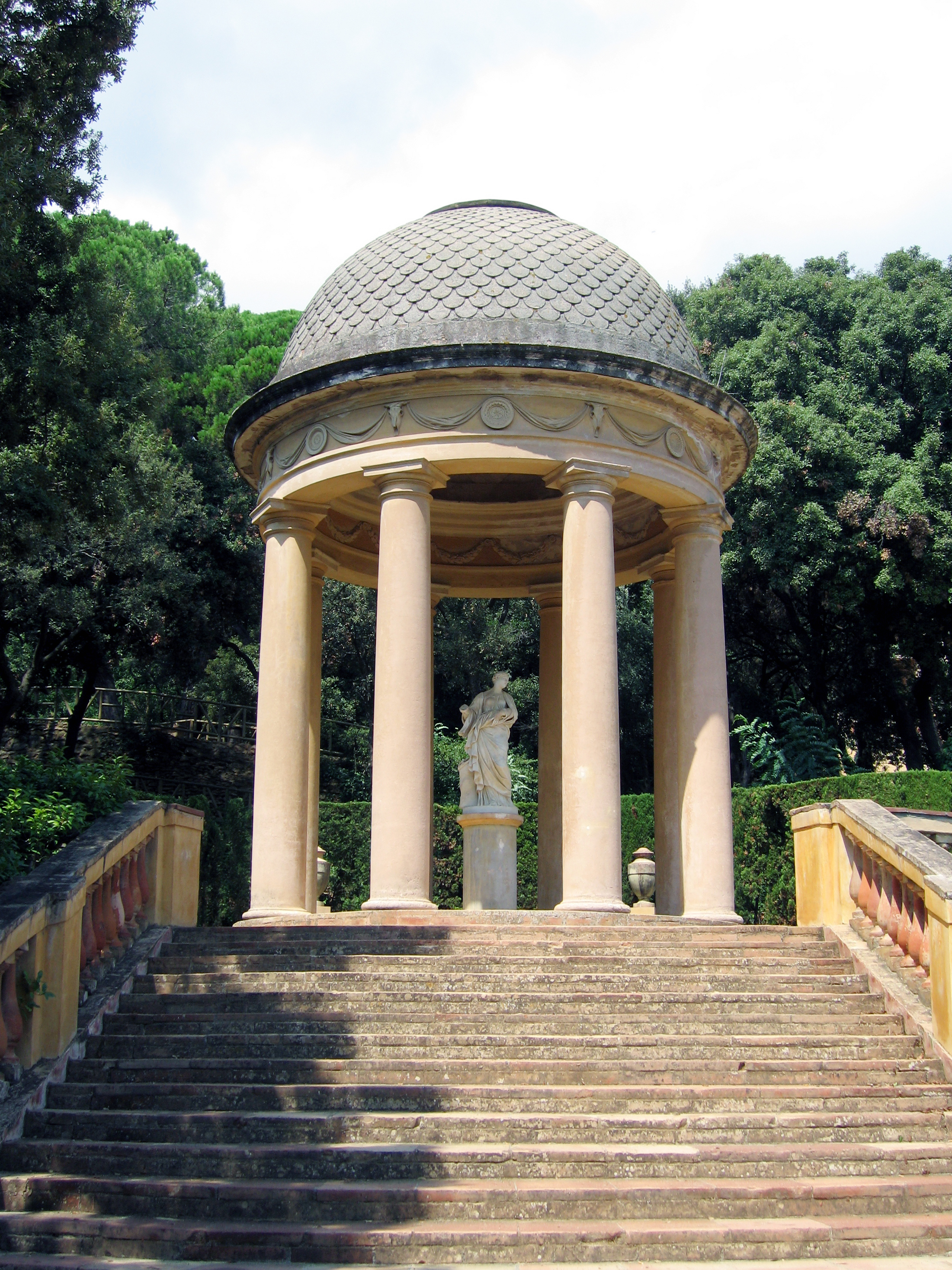
Pavilon Danaé
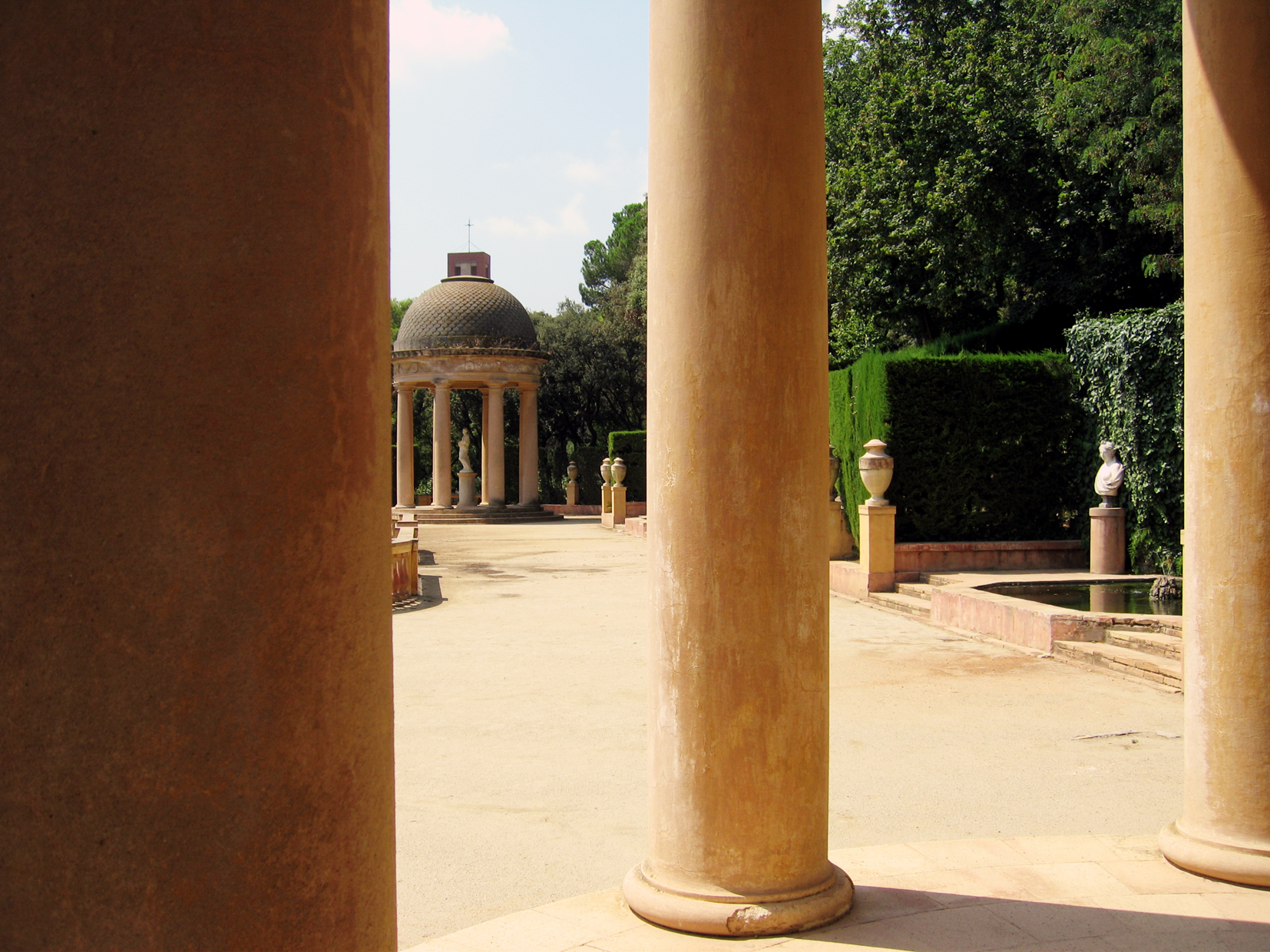
Oba pavilony
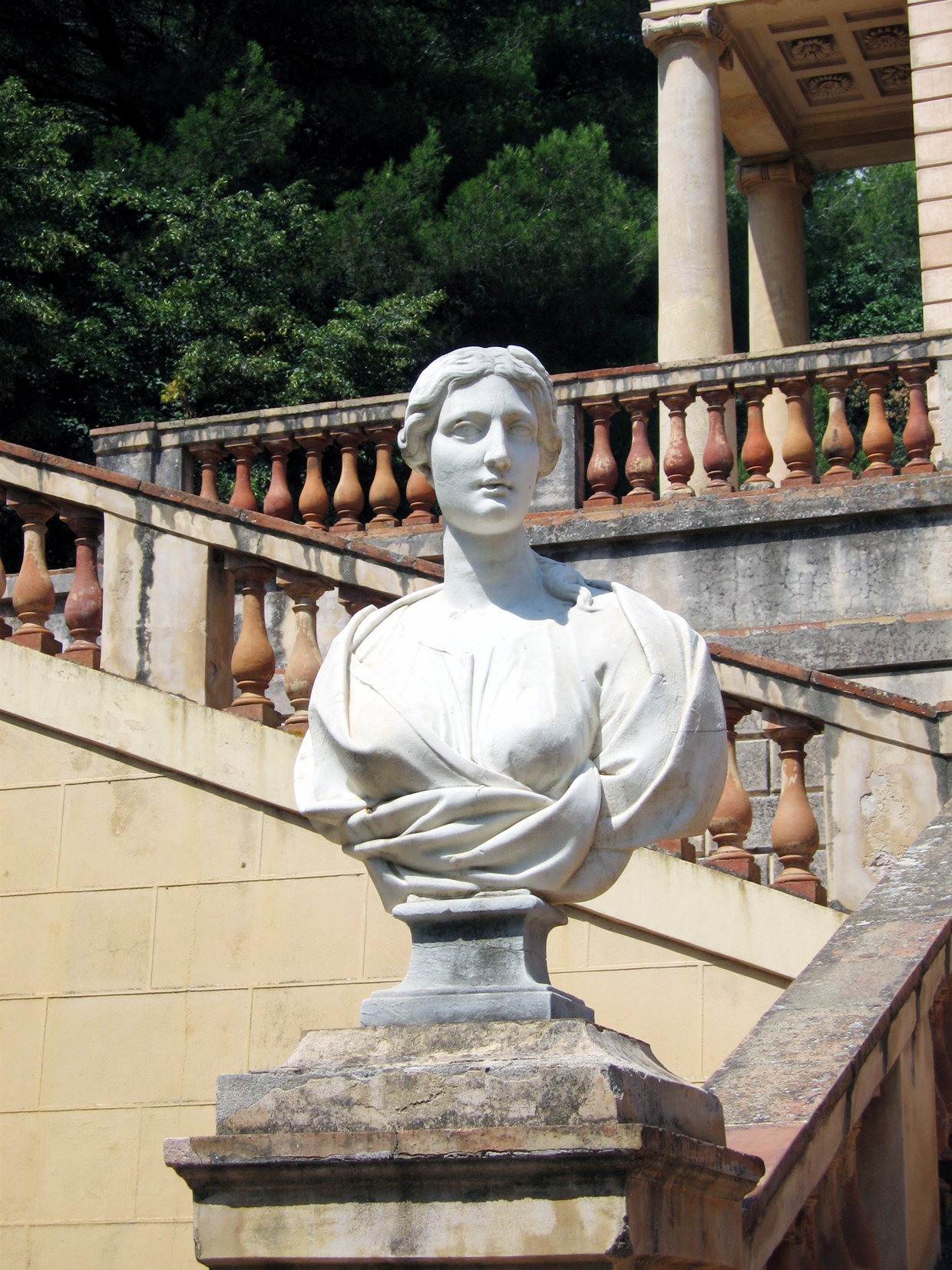
Busta Dionýsa
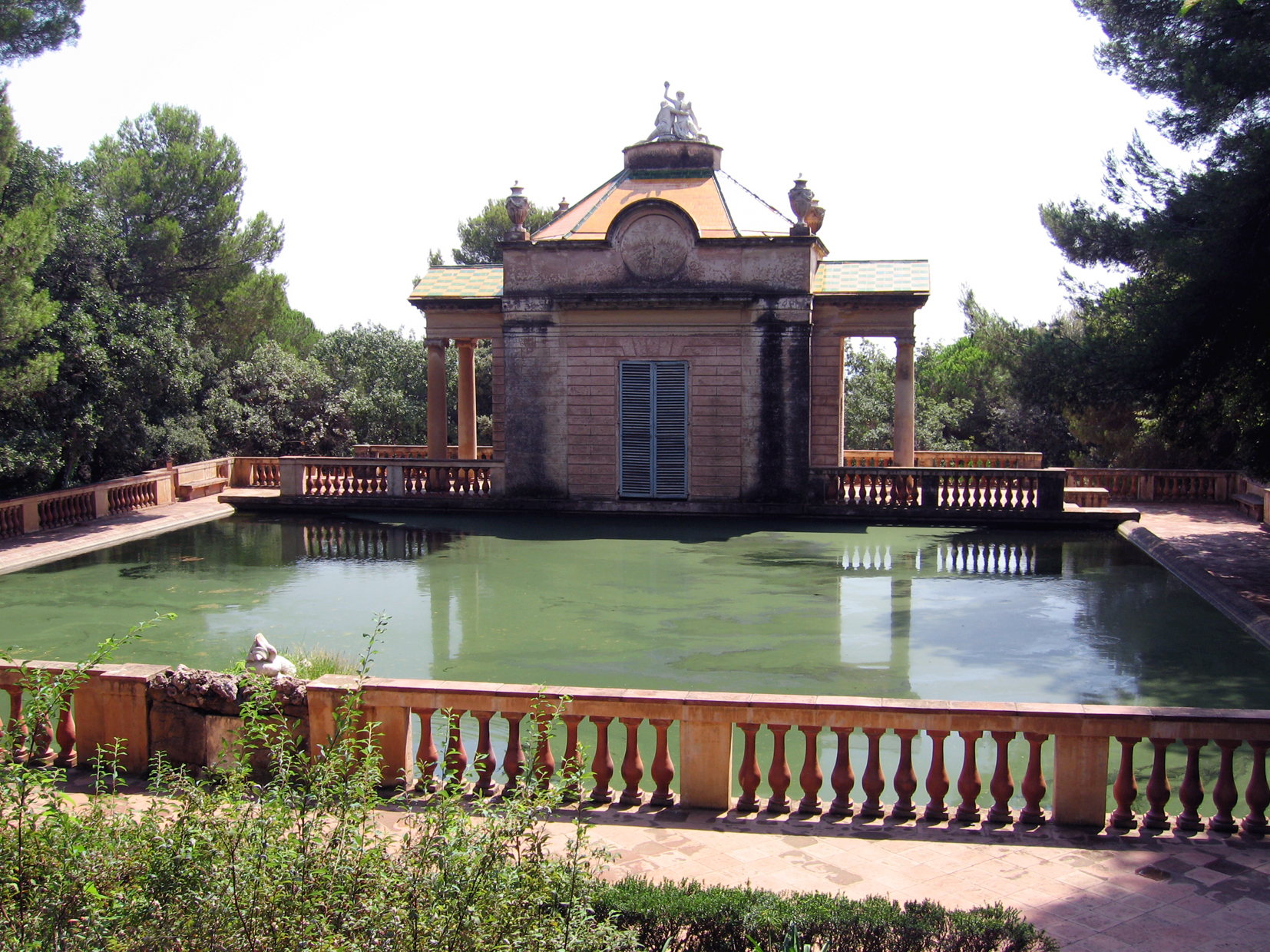
Neoklasicistní pavilon
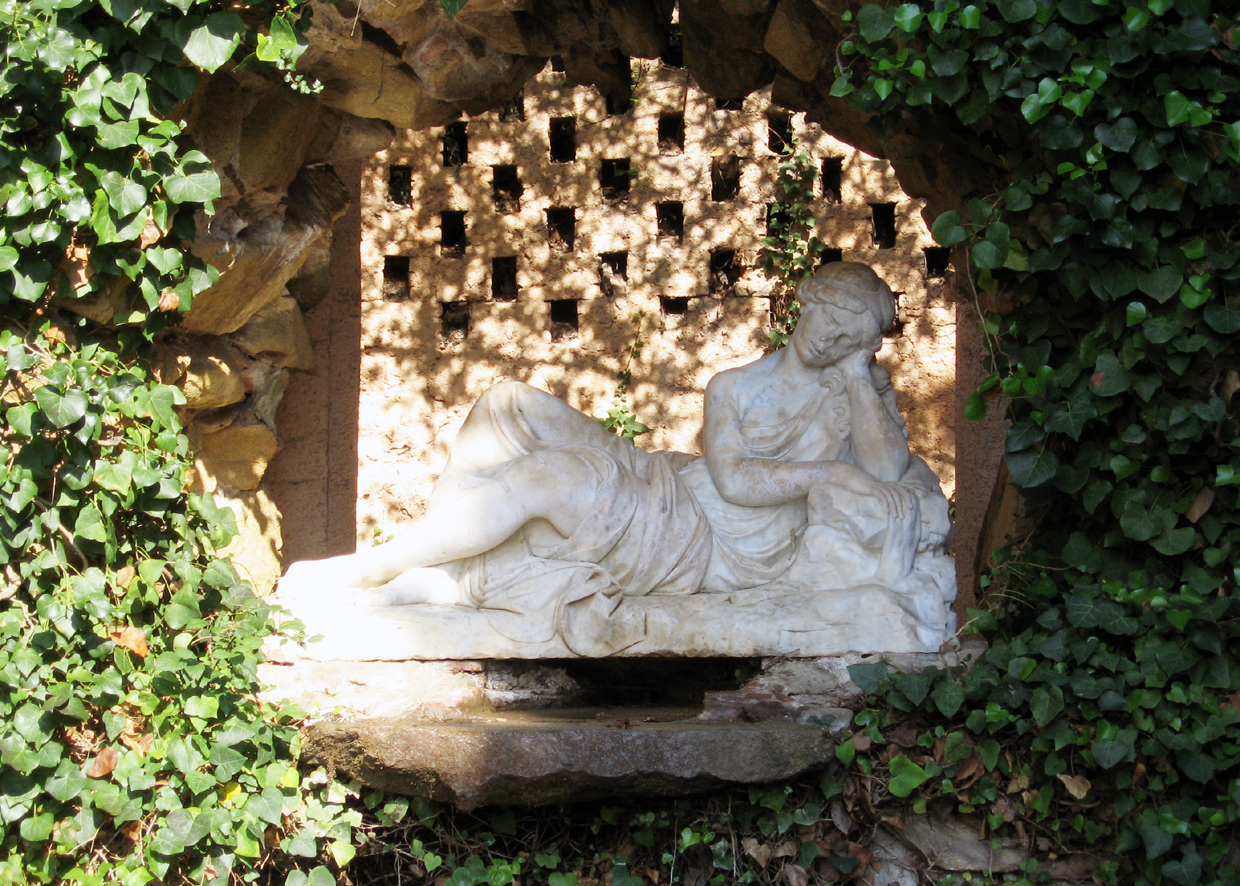
Fontána Egerie
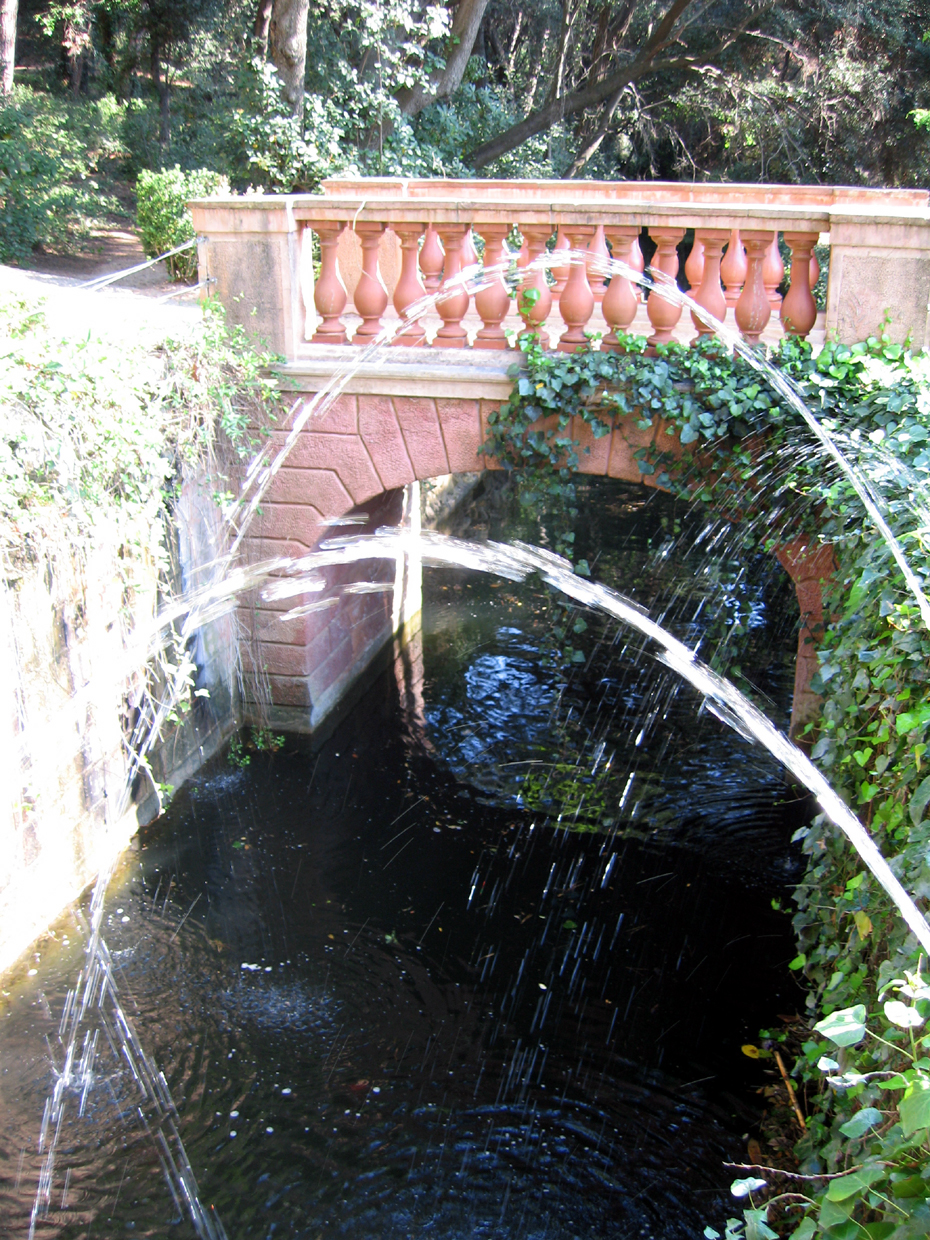
Kanál
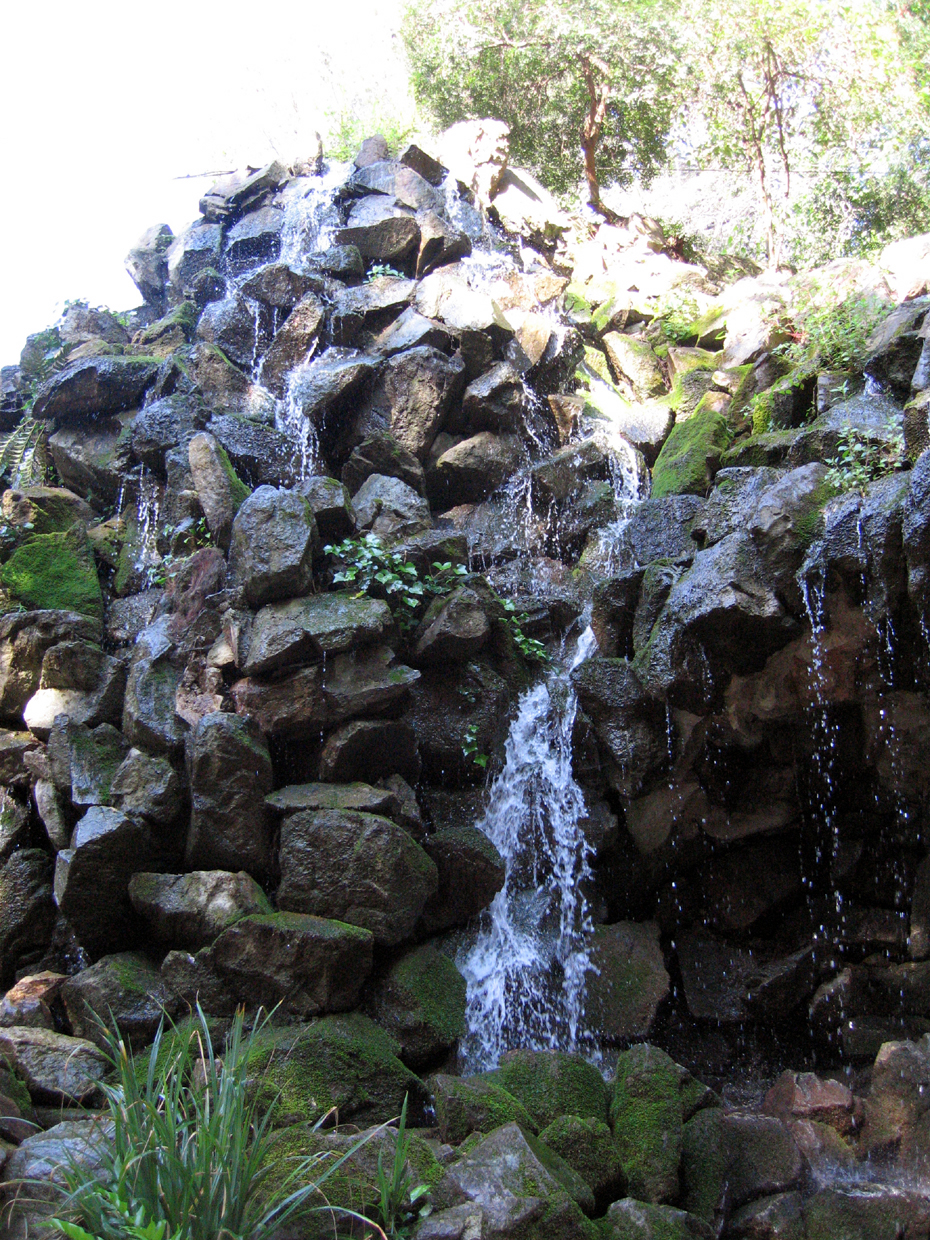
Vodopád v romantické
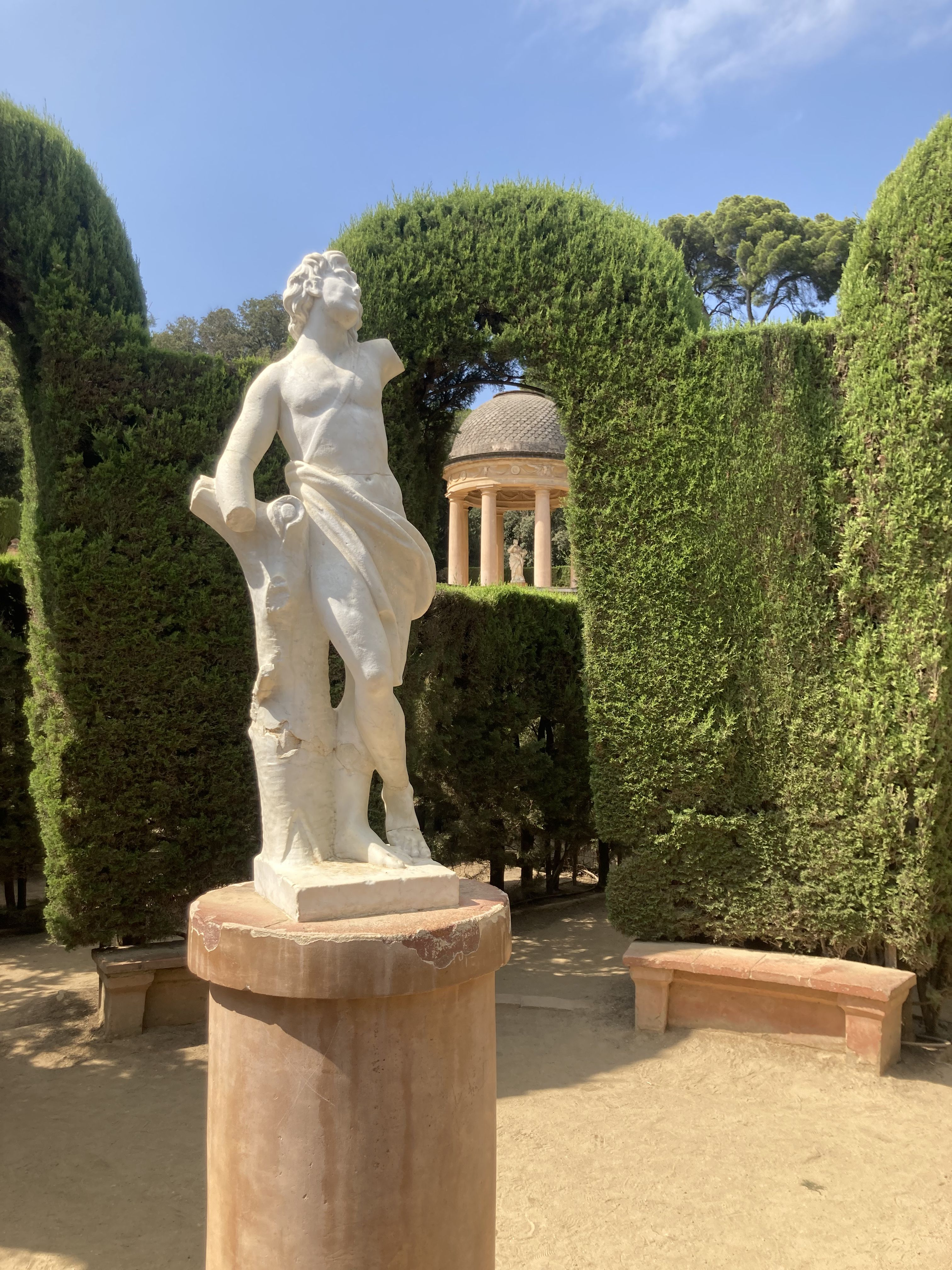
Socha Érota v labyrintu
Živý labyrint